# Fuga impossibile
Fuga impossibile è un romanzo di fantascienza del 2007 scritto a sei mani da George R.R. Martin, Gardner R. Dozois e Daniel Abraham.

## Trama
Ramon Espejo ha abbandonato la terra per trovare la fortuna sul pianeta São Paulo. Come cercatore di minerali, la sua vita procede fra alti e bassi fino a che commette un omicidio ed è costretto a scappare. Si rifugia nel nord del pianeta e, alla ricerca di nuove falde minerarie, porta alla luce il rifugio segreto di una razza di alieni, in fuga dagli Enye, gli alieni dominanti in quella parte dell'universo.
Per evitare che Espejo racconti di questa scoperta essi lo attaccano, ma Espejo riesce a fuggire: per poterlo catturare lo clonano e utilizzano le sue conoscenze  per poterlo inseguire.
Espejo (o il suo clone) raggiunge la città principale del pianeta, per essere poi catturato dalla polizia e dagli Enye che intuiscono qualcosa sulla sua scoperta. Sarà costretto a trovare una nuova via di fuga e studiare un modo per sfruttare al meglio la sua scoperta.

## Edizioni
- George R.R. Martin, Gardner R. Dozois e Daniel Abraham, Fuga impossibile, traduzione di Rosangela Bonsignorio, Gli Aceri, Roma, Fanucci Editore, 2008, ISBN 978-88-347-1437-9.